# 滋賀短期大学
滋賀短期大学（しがたんきだいがく、英語: Shiga Junior College）は、滋賀県大津市竜が丘24-4に本部を置く日本の私立大学。1918年創立、1970年大学設置。大学の略称は滋賀短。

## 概観

### 大学全体
- 滋賀県大津市に所在する日本の私立短期大学で、設置主体は学校法人純美禮学園[1]。キャンパスは膳所駅より南の東西に行き交う名神高速道路に程近い場所にある。
- 1970年に滋賀女子短期大学として2学科体制で開学。1987年度入学生より3学科体制となる。さらに2022年度にも学科の増設により一端は4学科体制となるも、2025年度入学生より1986年度以前と同じ2学科体制に縮小される[注 1]。

### 建学の精神（校訓・理念・学是）
- 滋賀短期大学における建学の精神は「心技一如」（しんぎいちにょ）となっている。これは、起源となっている裁縫速進教授所を創設した中野冨美の信念である「裁縫の道は人を創る道である」を讃えるために表されたものとなっている。

### 教育および研究
- 滋賀短期大学は、裁縫速進教授所が発端となっている。滋賀県では唯一の製菓衛生師を養成するコースがあるのも特徴となっている。また、幼児教育保育学科では短大附属幼稚園での教育実習も取り入れられている。

### 学風および特色
- 滋賀短期大学は、実務能力・人格ともに優れた人材を育てることが当短大の精神とされている。長年、滋賀女子短期大学として女子の教育に力をいれてきていたが、2008年度より共学化されている。

## 沿革
- 1918年
  - 中野冨美により裁縫速進教授所が設置される。
- 1928年
  - 大津裁縫女学校に改組。
- 1931年
  - 大津高等裁縫女学校に改組。
- 1944年
  - 財団法人純美禮学園を設置。滋賀香等女子実業学校に改称。
- 1948年
  - 大津家庭高等学校として開校。
- 1951年
  - 財団法人純美禮学園を学校法人とする。
- 1961年
  - 大津家庭高等学校を滋賀女子高等学校に改称。
- 1970年
  - 2月9日 左記を以て文部省[注 2]より短期大学の設置が認可される[2]。
  - 4月1日 滋賀女子短期大学が以下の学科体制にて開学[注 3]。
    - 服飾学科 入学定員50名[注釈 1]
    - 幼児教育学科 入学定員50名[注釈 1]

  - 5月1日 学生数[6]/定員
    - 服飾学科 26[注釈 2]/50
    - 幼児教育学科 48[注釈 2]/50
- 1971年
  - 5月1日 学生数[7]/定員
    - 服飾学科 64[注釈 2]/100
    - 幼児教育学科 117[注釈 2]/100
- 1976年
  - 4月1日 以下、学科の増員あり[注 4]。
    - 服飾学科 50→80
    - 幼児教育学科 50→120

  - 5月1日 学生数[11]/定員
    - 服飾学科 182[注釈 2]/130
    - 幼児教育学科 466[注釈 2]/170
- 1977年
  - 5月1日 学生数[12]/定員
    - 服飾学科 203[注釈 2]/160
    - 幼児教育学科 477[注釈 2]/240
- 1984年
  - 川崎源が2代目学長に就任。
- 1985年
  - 5月1日 学生数[13]/定員
    - 服飾学科 213[注釈 2]/160
    - 幼児教育学科 338[注釈 2]/240
- 1986年
  - 5月1日 学生数[14]/定員
    - 服飾学科 221[注釈 2]/160
    - 幼児教育学科 362[注釈 2]/240
- 1987年 以下の学科を増設する[注 5]。
  - 秘書科 入学定員100名[注 6]
  - 5月1日 学生数[19]/定員
    - 服飾学科 208[注釈 2]/160
    - 幼児教育学科 320[注釈 2]/240
    - 秘書科 104[注釈 2]/100
- 1988年
  - 5月1日 学生数[20]/定員
    - 服飾学科 189[注釈 2]/160
    - 幼児教育学科 265[注釈 2]/240
    - 秘書科 265[注釈 2]/200
- 1991年
  - 4月1日 この年度における出来事を以下、列挙する[注 7]。
    - 服飾学科を生活学科に改組。
    - 秘書科の入学定員を100→150に増員[注 8]。

  - 5月1日 学生数[25]/定員
    - 生活学科 100[注釈 2]/80
      - 服飾学科 100[注釈 2]/80

    - 幼児教育学科 290[注釈 2]/240
    - 秘書科 311[注釈 2]/250
- 1992年
  - 岡野久二が3代目学長に就任。
  - 5月1日 学生数[注 9]/定員
    - 生活学科 203[注釈 2]/160
      - 服飾学科 4[注釈 2]/-

    - 幼児教育学科 307[注釈 2]/240
    - 秘書科 363[注釈 2]/300
- 1999年
  - 5月1日 学生数[28]/定員
    - 生活学科 150[注釈 2]/160
    - 幼児教育学科 308[注釈 2]/240
    - 秘書科 208[注釈 2]/300
- 2000年
  - 4月1日 秘書科をビジネスコミュニケーション学科に改組[注 10]。
  - 榎和子が4代目学長に就任。
- 2003年
  - 4月1日 幼児教育学科を幼児教育保育学科と改称[注 11]。
- 2005年
  - 4月1日 生活学科に製菓コースが設置される[注 12]。
- 2006年
  - 板倉安正が5代目学長に就任。
  - 4月1日 幼児教育保育学科の入学定員を150→170に増員[注 13]。
- 2008年
  - 4月1日 滋賀短期大学と改称[注 14]。
- 2009年
  - 財団法人短期大学基準協会における第三者評価の結果、適格と認定される。
  - 4月1日 生活学科に栄養士養成施設の指定を受ける。
- 2014年
  - 1月 平成26年度大学入試センター試験参加短期大学の1校となる[38]。
- 2015年
  - 1月 平成27年度大学入試センター試験参加短期大学の1校となる[39]。
- 2016年
  - 1月 平成28年度大学入試センター試験参加短期大学の1校となる[40]。
- 2019年
  - 4月1日 幼児教育保育学科の入学定員を170→150に減員[注 15]。
- 2022年
  - 4月1日 この年度における出来事を以下、列挙[43]。
    - 以下の学科を増設する。
      - デジタルライフビジネス学科 入学定員30名

    - 以下、入学定員の変更あり。
      - 幼児教育保育学科 150→100
      - ビジネスコミュニケーション学科 100→120

## 基礎データ

### 所在地
- 滋賀県大津市竜が丘24-4

### 交通アクセス
- 西日本旅客鉄道（JR西日本）琵琶湖線（東海道本線）・京阪石山坂本線「膳所駅」から徒歩で約15分の場所にある。
- バスをご利用の場合は、JR西日本大津駅より「鶴の里・花屋敷池の里団地」行で｢山の手団地｣バス停留所下車のこと。そこから若干歩くことになる。

### 象徴
- ホームページほか右記資料も参照のこと[注 16]

## 教育および研究

### 組織

#### 学科
2025年入学生から
- デジタルライフビジネス学科 
  - 食健康コース
  - 製菓マイスターコース
  - 総合医療事務コース
  - デジタルビジネスコース
- 幼児教育保育学科

2024年入学生まで
- 生活学科 入学定員80名[1]
  - 食健康コース
  - 製菓・製パンコース
- 幼児教育保育学科 入学定員100名[1]
  - 運動と表現コース
  - 保育実践コース
  - 子ども理解コース
- ビジネスコミュニケーション学科 入学定員120名[1]
  - 総合ビジネスコース
  - 総合医療事務コース
  - 医療事務コース
  - 観光・ホテル・ブライダルコース
  - ビジネス実務コース
  - スポーツ健康コース
- デジタルライフビジネス学科 入学定員30名[1]
  - ものづくりデザインコース
  - デジタルデザインコース

#### 専攻科
- なし

#### 別科
- なし

##### 取得資格について
資格
- 保育士：幼児教育保育学科にて取得できる。大半の学生は取得している。

受験資格
- 製菓衛生師：生活学科にて取得できる。但し、製菓コースに所属する必要がある。

教職課程
- 中学校教諭二種免許状（家庭）：生活学科に設置されていた[注 18]。
- 幼稚園教諭二種免許状：幼児教育保育学科にて設置されている。

### 研究
- 『滋賀女子短期大学研究紀要』[48]
- 『滋賀短期大学研究紀要』[49]
- 増井金典/著『「が」と「は」についての研究』[50]

## 学生生活

### 部活動・クラブ活動・サークル活動
- 滋賀短期大学のクラブ活動一覧（一部）
  - 体育系：バドミントン・バレーボール・ソフトテニスほか
  - 文化系：書道・美術・茶道・調理ほか

### 学園祭
- 滋賀短期大学（旧：滋賀女子短期大学）の学園祭は、「純美禮祭」と呼ばれ、和太鼓同好会によるイベントが催されたりする。

### スポーツ
- バドミントンが「国民体育大会滋賀県予選大会」で優勝している。
- バレーボールが、「滋賀県6人制総合男女選手権大会」で準優勝実績がある。
- ソフトテニスが、「全国私立短期大学体育大会」のダブルスで優勝している。

## 大学関係者と組織

### 大学関係者一覧
- 増井金典：名誉教授

## 施設

### キャンパス
- 図書館：所蔵数は約70,000冊となっている。
- ブロンズ像：「愛と知」と称し、「いつまでも女性らしい優しさを大切に」という願いを象徴している。
- イベントホール
- 学生ホール
- 美術室
- 秘書実習室
- 調理実習室
- 学生食堂
- 製菓実習室ほか

## 卒業後の進路について

### 編入学・進学実績
- 生活学科：岐阜女子大学・兵庫大学・大阪人間科学大学ほか
- 幼児教育保育学科：びわこ学院大学・徳山大学・聖母女学院短期大学専攻科ほか
- ビジネスコミュニケーション学科：京都学園大学・大阪学院大学・大阪産業大学ほか

## 附属学校
- 滋賀短期大学附属高等学校
- 滋賀短期大学附属幼稚園
- 滋賀短期大学附属すみれ保育園